# Duarte
Duarte je priimek več znanih oseb:
- Anselmo Duarte (1920—2009), brazilski igralec in režiser
- José Napoleon Duarte (1925—1990), salvadorski politik
- Juan Pablo Duarte (1813—1876), dominikanski politik, nekdanji predsednik
- Leonora Duarte (1610—1678), špansko-nizozemska skladateljica
- Lima Duarte (*1930), brazilski igralec
- Nicanor Frutos Duarte (*1956), paragvajski politik, nekdanji predsednik
- Paulo Duarte (*1969), portugalski nogometaš
- Regina Duarte (*1947), brazilska igralka